# Gentianella crossolaema
Gentianella crossolaema là một loài thực vật có hoa trong họ Long đởm. Loài này được (Wedd.) Zarucchi mô tả khoa học đầu tiên năm 1993.